# Burg Štamberk

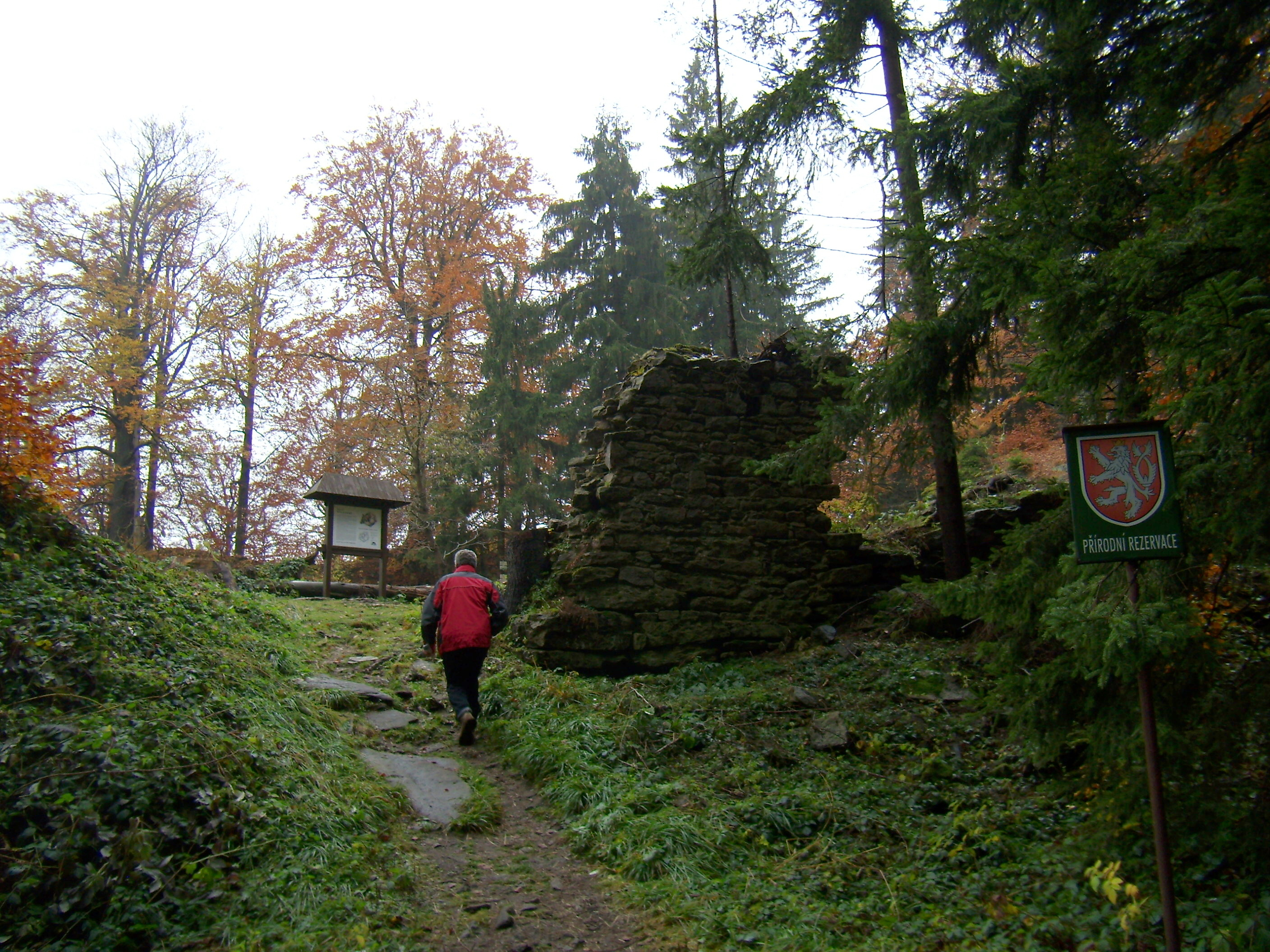
Nur geringe Mauerreste sind auf dem Burgberg erhalten.

Die Ruine der Burg Štamberk (auch Burg Sternberg, tschechisch Hrad Štamberk; auch Hrad Šternberk) befindet sich auf dem Gemeindegebiet von Řásná im Okres Jihlava in der Region Vysočina in Tschechien. Die Höhenburg liegt auf 695 m Höhe oberhalb von Řásná, sieben Kilometer nördlich von Telč.

## Geschichte
Die Burg Štamberk/Sternberg wurde in den 1280er Jahren auf königlichem Grund vom Vöttauer Burggrafen und Höchsten Mundschenk des Königreichs Böhmen, Jaroslaw von Sternberg (Jaroslav ze Šternberka), als Wachtburg an der Landesgrenze errichtet. 1339 tauschte der damalige Markgraf Karl IV. die Burg Štamberk zusammen mit der Herrschaft Teltsch gegen die abgelegene Herrschaft Bánov mit Ulrich III. von Neuhaus. 1356 war die Burg Štamberk im Besitz des Adeligen Stephan von Břesnitz (Štěpán z Březnice), der sie in diesem Jahr dem Heinrich II. von Neuhaus verkaufte. Im Jahre 1385 verglichen sich die Vettern Heinrich der Jüngere und Hermann von Neuhaus wegen der Güter Bielkau und Sternberg. Die Herrschaft Sternberg umfasste seinerzeit drei Anteile der Stadt Zlabings, die Marktflecken Kunčak und Střemilow, die Dörfer Mrakotin, Řaßna, Lhota, Swietla, Praskoleß, Valentins-Widři, zwei Dörfern Misslowka (Myslůvka und Horní Myslová), Čenkau, Pieč, Schach, Radlitz, Rosetsch, Ingromow, Risow, Musatec, Wojkow, Uhlisstě und Krokwice sowie einer Mühle in Krahultsch. Heinrich III. von Neuhaus überschrieb 1392 das von seinem Bruder Heinrich dem Jüngeren geerbte Gut Sternberg im Austausch gegen eine Hälfte von Zlabings landtäflig dem Hermann von Neuhaus. Dieser trat die Güter Bělkow, Königseck, Tremles und Sternberg (mit den Dörfern Mrakotin, Praskoleß, Lhota, Swietla, Řaßna; Mrzatec, Radlitz und Widern) 1398 seiner Tochter Elisabeth/Eliška († 1417) und deren Ehemann Johann von Krawarn-Krumau als Heiratsgut erblich ab. Um 1410 gehörte das Gut Sternberg dem Benedict von Krawarn-Krumau. Im Jahre 1414 verglichen sich Ulrich und Johann d. Ä. von Neuhaus darüber, dass Ulrich nach Benedicts Tod Bielkau und Johann d. Ä. Sternberg übernehmen sollte. Damit fiel die Burg Sternberg mit den zugehörigen Dörfern an den witigonischen Familienzweig von Neuhaus zurück und wurden der Herrschaft Teltsch inkorporiert.
Während der Hussitenkriege wurde die Burg 1423 durch die Hussiten unter Jan Hvězda z Vícemilic zerstört und nicht wieder aufgebaut.